# Ocellos
Ocellos ou Occelos de Lucanie (en grec ancien Όκέλλος) est un philosophe pythagoricien ; sa sœur Byndaco est également pythagoricienne.

## Philosophie
Ocellos soutient que le genre humain a toujours existé. On lui attribue un De la nature de l'univers, dans lequel il affirme que le monde est inengendré et incorruptible. Cet ouvrage aurait inspiré Aristote pour son De la génération et de la corruption, Syrianos rapportant qu'il l'aurait même plagié.
Ocellos pense que la triade est l'origine de tout, d'où procèdent les dieux et d'où ils tiennent leur position éternelle ; son avis est que : « C’est la triade qui, la première, a fixé commencement, milieu et fin ». Il pense que l'ensemble des choses est composé de cinq éléments : aux éléments classiques s'ajoute l'éther dont sont composés le ciel et les corps célestes. Il aurait également écrit De la loi, De la royauté, De la sainteté, et De l’origine de l’univers.

## Éditions
L’ouvrage d’Ocellus Lucanus a été imprimé pour la première fois à Paris, 1539 et 1555 in-8°. Guillaume Chrétien, médecin de François Ier, le traduisit le premier en latin : cette version fut publiée à Paris, 1541, in-12, à la suite de celle de l’ouvrage d’Aristote, Du Monde, que publia Guillaume Budé. L’édition de 1539 a été copiée à Louvain, 1554, in-12, avec une traduction de Joannes Boscius.
Le comte Lodovico Nogarola donna une nouvelle édition d’Ocellus, à Venise, 1559, in-4°, avec une traduction et de bonnes notes. Elle fut réimprimée par Henri Commelin, à Heidelberg, 1596, in-8°. Une nouvelle recension, faite sur des manuscrits, et accompagnée d’un commentaire estimable, fut mise au jour à Bologne, 1646, in-4°, par les soins de Carlo Emanuele Vizzani. L’impression est incorrecte. Blaeu la copia, Amsterdam, 1661, in-4°.
Thomas Gale plaça cet ouvrage, avec la traduction de Nogarola, dans ses Opuscula mythologica.
Le marquis d’Argens publia, en 1762, à Berlin, in-8°, le texte d’Ocellus, avec une traduction française qui ne prouve pas une grande connaissance du grec, et avec un commentaire savant et spirituel.
Les deux meilleures éditions sont celles de l’abbé Batteux, qui parut à Paris, 1768, en 3 vol. in-12, et renferme, outre de bonnes notes, un texte corrigé sur les manuscrits de la bibliothèque du roi de France ; et celle d’August Friedrich Wilhelm Rudolph, Leipz., 1801, in-8°. C’est une édition très-correcte, pour laquelle on a tiré parti de la collation du manuscrit de Rome, faite par Siebenkees. Elle est sans traduction, mais enrichie d’un bon commentaire.